# Le Chanteur de jazz (film, 1952)
Pour les articles homonymes, voir The Jazz Singer et Chanteur de jazz (homonymie).
Pour plus de détails, voir Fiche technique et Distribution.
Le Chanteur de jazz (The Jazz Singer) est un film américain réalisé par Michael Curtiz et sorti en 1952.
C'est un remake du premier film parlant de 1927 Le Chanteur de jazz. Il a été nommé pour l'Oscar de la meilleure musique.

## Fiche technique
- Titre original : The Jazz Singer
- Réalisation : Michael Curtiz
- Producteur : Louis F. Edelman
- Production : Warner Bros.
- Image : Carl E. Guthrie
- Musique : Ray Heindorf, Max Steiner
- Montage : Alan Crosland Jr.
- Durée : 107 minutes
- Date de sortie : 
  - États-Unis :30 décembre 1952

## Distribution
- Danny Thomas : Jerry Golding
- Peggy Lee : Judy Lane
- Eduard Franz : Cantor David Golding
- Mildred Dunnock : Mme Ruth Golding
- Alex Gerry : Oncle Louis
- Allyn Joslyn : George Miller
- Tom Tully : McGurney
- Murray Alper (non crédité) : Chauffeur de taxi
- Harold Gordon
- Gayne Whitman : M. Eskow

## Distinctions
- 1953 : nommé pour l'Oscar de la meilleure musique